# Кремово (аеродром)
Кремово або Озерна Падь (рос. Озерная Падь) — покинутий військовий аеродром біля села Кремово в Алтайському краї, Росія.

## Історія
Тут базувався 224-й винищувальний авіаційний полк 32-ї винищувальної авіадивізії, який брав участь у Корейській війні з 28 серпня 1952 по 27 липня 1953. У 1960 році полк передано до складу 303-ї винищувальної авіаційної дивізії. На озброєнні полку знаходились винищувачі МіГ-17.
У 1967 році на аеродром Кремово був передислоковано 404-й Талліннський, ордена Кутузова III ступеня винищувальний авіаційний полк. Цей полк розміщувався у Кремово до 1973 року і був переведений на новий аеродром Орловка (Серишево) в Амурській області. На озброєнні полку були винищувачі МіГ-21.
1974 року 224-й полк отримав винищувачі МіГ-23.
До 1975 року на аеродромі Кремово базувалася також ескадрилья Іл-28 (в/ч 01953).
1981 року 224-й винищувальний полк перетворено на авіаційний полк винищувачів-бомбардувальників.
1989 року полк був перевчений на ударні літаки МіГ-27Д. На аеродром Озерна Падь переведено 1-у АЕ з розформованого 300-го авіаційного полку винищувачів-бомбардувальників з Переяславки. Ескадрилья займалася перегонкою літаків МіГ-27 із західних регіонів країни в Примор'я, і 1990 року була розформована.
У 1992 році 224-й АПІБ перетворений на бомбардувальний авіаційний полк, почав отримувати (з полків, що виводяться з Європи) і освоювати літаки Су-24.
1998 року 224-й бомбардувальний авіаційний полк у складі 303-ї змішаної авіаційної дивізії 11-ї армії ВПС та ППО на аеродромі Озерна Падь було розформовано, літаки Су-24 передано на аеродром Хурба. З того часу аеродром і гарнізон були покинуті.